# IOS 16
iOS 16 — 16-й основний випуск мобільної операційної системи iOS, розробленої Apple для своєї лінійки продуктів iPhone. Представлено на Apple Worldwide Developers Conference 6 червня 2022 року як наступник iOS 15.
Публічна версія iOS 16 була випущена наприкінці 2022 року, тоді як публічна бета-версія була випущена 11 липня 2022 року.
iOS 16 дуже схожа на iPadOS 16. Це перша версія iOS, яка працює лише на iPhone, оскільки це перша версія iOS, яка не підтримується на iPod Touch.

## Історія

### Оновлення
Перша бета-версія iOS 16 для розробників була випущена 6 червня 2022 року.
| Версія             | Збірка   | Дата випуску    | Примітки |
| ------------------ | -------- | --------------- | --- |
| 16.0 beta          | 20A5283p | 6 червня 2022   | |
| 16.0 beta 2        | 20A5303i | 22 червня 2022  | На пристроях без iOS 16 відредаговані повідомлення відображатимуться як нове повідомлення з поміткою про редагування. |
| 16.0 beta 3        | 20A5312g | 6 липня 2022    | - Дозволяє відображати історію AFib у Health, якщо підключено відповідний Apple Watch - Додано спільну бібліотеку фотографій iCloud, що дозволяє синхронізувати фотографії з декількома Apple ID замість одного - Для екрана блокування додано два нових шрифти - Зʼявився режим блокування, який обмежує більшість функцій iPhone - Віджет календаря на екрані блокування розмиває інформацію про подію, якщо iPhone заблоковано - Віджети більше не блокують шпалери "Земля" на екрана блокування - Додано шпалери «Риба-клоун», продемонстровані Стівом Джобсом на першому iPhone |
| 16.0 beta 3 Update | 20A5312j | 11 липня 2022   | Public beta 1 |
| 16.0 beta 4        | 20A5328h | 27 липня 2022   | Public beta 2 Під час оновлення деякі пристрої не змогли повторно закрити SSV, тому програмне забезпечення було заблоковано. |
| 16.0 beta 5        | 20A5339d | 8 серпня 2022   | Public beta 3 зʼявилася можливість відображення відсотку заряду акумулятора для iPhone з Face ID, за винятком iPhone XR, iPhone 11, iPhone 12 mini і iPhone 13 mini |
| 16.0 beta 6        | 20A5349b | 15 серпня 2022  | Public beta 4 Дозволяє вимкнути відображення відсотку заряду акумулятора, якщо ввімкнено режим низького заряду |
| 16.0 beta 7        | 20A5356a | 23 серпня 2022  | Public beta 5 |
| 16.0 beta 8        | 20A5358a | 29 серпня 2022  | Public beta 6 |
| 16.0               |          | 12 вересня 2022 | Остаточний випуск |

Легенда:   Минула   Поточна   Beta

## Особливості системи

### Замкнений екран
- Зовнішній вигляд екрана блокування тепер можна налаштувати, і він може розміщувати віджети. Шрифт і колір тексту для дати й часу можна налаштувати, а колірні ефекти можна застосувати до всього екрана блокування. Дата тепер стоїть над часом, і поруч із датою можна додати маленький віджет. Інші віджети можна додати та розташувати горизонтально в третьому рядку під часом.
- Можна налаштувати кілька екранів блокування.
- Живі шпалери тепер недоступні.
- Екран блокування тепер також підтримує горизонтальний режим, розташовуючи елементи горизонтально, а не вертикально, коли орієнтація телефону горизонтальна.

### Покращений режим зосередження
- Залежно від активного стану можна налаштувати різні екрани блокування.
- Фільтри фокусування дозволяють додаткам показувати різний вміст залежно від активного стану. Наприклад, Safari може показувати лише відкриті вкладки, пов'язані з роботою, якщо користувач активував статус «Робота», програма «Пошта» може показувати повідомлення електронної пошти, які не надходять від робочих контактів, лише якщо вони не мають робочого статусу тощо.
- Тепер можна створювати списки додатків і контактів, які вмикаються на додаток до дозволених.

### Сповіщення
- Сповіщення тепер можуть з'являтися під екраном блокування, а не зверху.
- Сповіщення можна відображати в трьох різних стилях: кількість, стек або список. Сповіщення можна згрупувати двома пальцями, щоб зменшити їх до лічильника.
- На екрані блокування з'явилися нові віджети сповіщень, які показують дані в реальному часі, дозволяючи користувачеві безперервно стежити за подіями, не отримуючи окремі сповіщення. Вони використовують переваги нових сповіщень у реальному часі, представлені у iOS 16.

### Центр керування
- Нове випадаюче меню в Центрі керування показує всі програми, які нещодавно отримували доступ до камери, мікрофона чи місцезнаходження та має новий перемикач Центру керування для швидких нотаток.
- Функція розпізнавання звуку Shazam тепер інтегрує свою історію з історією основної програми Shazam замість того, щоб ці історії пошуку були розділеними.

### Рядок стану
- Рядок стану тепер може відображати відсоток заряду акумулятора на iPhone з Face ID (за винятком iPhone XR, iPhone 11, iPhone 12 mini і iPhone 13 mini), тому користувачеві не потрібно відкривати Центр керування, щоб побачити його.

### Покращене диктування
- Під час диктування тексту клавіатура завжди присутня і дозволяє користувачеві безперервно перемикатися з мовлення на введення вручну і навпаки. Також можна вставляти емодзі під диктовку. Автоматична пунктуація автоматично вставляє крапку, коли в диктуванні є пауза.

### Покращений Live Text
- Можливість вибору та керування текстом у відео.
- Швидкі дії — це команди, доступні безпосередньо в Live Text. Є можливість конвертувати ціну в іншу валюту або перекладати текст на льоту.
- Підтримка японської, корейської та української мов.

### Покращений візуальний пошук
- Візуальний пошук тепер може виділяти об'єкти та людей, розпізнані на фотографіях; з ними можна взаємодіяти, наприклад перетягувати їх в інші програми.

### Покращення Siri
- Можна завершити дзвінки по стільниковому зв'язку та FaceTime, просто сказавши «Hey Siri, Hangup».
- Тепер Siri може озвучувати сповіщення через динамік.

### Spotlight
- Нова кнопка для доступу до Spotlight безпосередньо з головного екрана.
- Текстове поле пошуку тепер прив'язане до клавіатури, а не розташоване вгорі, щоб було легше користуватися телефоном однією рукою.
- Більше зображень із таких програм, як Повідомлення, Нотатки та Файли.
- Швидкі дії, як-от запуск таймера або запуск ярлика.

### Переклад
- Тепер користувач може активувати камеру для перекладу тексту, який розпізнається в реальному часі.
- Додано підтримку нідерландської, індонезійської, польської, тайської, турецької та в'єтнамської мов.

### Покращена доступність
- Розпізнавання дверей — це функція камера, яка допомагає людям з вадами зору. Вона здатна розпізнавати наявність дверей і сигналізувати, за скільки метрів вони знаходяться.
- Нове налаштування доступності дозволяє завершувати телефонні дзвінки шляхом блокування телефону.

### Покращення мережі Wi-Fi
- Тепер відображаються раніше збережені мережі Wi-Fi, які можна редагувати, видаляти або вибирати для перегляду пароля мережі після автентифікації за допомогою Face ID або Touch ID.

### Покращення стільникової мережі
- Під час налаштування стільникової мережі eSIM з іншого iPhone можна передати через Bluetooth.

### Резервне копіювання
- Резервне копіювання в iCloud тепер також можна робити за допомогою 4G, а також у 5G і Wi-Fi.

### Face ID
- Face ID тепер працює, навіть якщо телефон розміщений горизонтально. Функція обмежена моделями iPhone 13.

### Клавіатура
- Для клавіатури можна ввімкнути тактильний зворотний зв'язок; під час набору тексту відчувається невелика вібрація, яка імітує натискання механічних клавіш.

### Підтримка контролерів
- iOS 16, iPadOS 16 і tvOS 16 тепер підтримують підключення Nintendo Switch Joy-Con[en] і Pro Controllers[en].[8]

### Доповнена реальність
- Новий фреймворк під назвою RoomPlan дозволить додаткам швидко створювати 3D-плани кімнат за допомогою сканера LiDAR, представленого в iPhone 12 Pro і iPhone 12 Pro Max.[9]

## Особливості програм

### Повідомлення
- Надіслані повідомлення можна редагувати протягом 15 хвилин і видаляти протягом 2 хвилин.
- Можливість позначити цілий діалог, як непрочитаний.
- SharePlay тепер доступний у програмі «Повідомлення», щоб дивитися фільм або слухати музику з друзями, не вимагаючи від них здійснення виклику FaceTime.
- Відновлюйте видалених повідомлень протягом 30 днів.
- Нові можливості співпраці.
- На попередньо надісланих або отриманих аудіоповідомленнях користувачі можуть провести пальцем по графіку звукової хвилі, щоб розташувати точну точку прослуховування.
- Можливість повідомляти операторам про непотрібні SMS/MMS.

### FaceTime
- Живі субтитри автоматично транскрибують сказане під час виклику FaceTime.

### Пошта
- Поштові повідомлення можна запланувати для надсилання пізніше.
- Відправлення щойно надісланого електронного листа можна скасувати протягом десяти секунд.
- Можливість розміщувати зверху та встановлювати нагадування для повідомлень, на які користувач ще не відповів.
- Покращений пошук виправляє помилки на основі вмісту повідомлень.
- Нові розширені посилання надають повідомленням електронної пошти більше контексту та деталей для попереднього перегляду.

### Карти
- Тепер доступний маршрут із кількома зупинками. До маршрутів можна додати кілька проміжних зупинок, щонайбільше до 15 зупинок. Користувачі також можуть попросити Siri додати нову точку зупинки під час використання.[10]
- Оплата в дорозі, тепер можна розрахувати вартість проїзду.
- Нові функції MapKit з підтримкою «Огляд навколо[en]» та «Детальний опис міста».

### Фотографії
- Фотографіями з бібліотеки користувача можна ділитися з п'ятьма різними контактами. Ці контакти можуть вільно редагувати або видаляти спільні фотографії.
- Додано новий інструмент, який дозволяє користувачеві виявляти дублікати фотографій в альбомах.
- Приховані та нещодавно видалені альбоми тепер захищені Face ID або Touch ID.
- Тепер можна копіювати фільтри та ефекти із одного зображення на інші зображення.
- Можна шукати певний текст всередині зображень.
- Під час обрізання фотографій тепер існує формат шпалер, який обрізає фотографію до того ж співвідношення сторін, що й дисплей пристрою.
- Автоматичне виявлення дублікатів автоматично виявляє та групує дублікати фотографій або відео. Версія вищої якості буде збережена, а відповідні дані дублікатів буде об'єднано у збережену фотографію.

### Камера
- Під час фотозйомки є кнопка, за допомогою якої можна вибрати, чи буде фотографія автоматично надіслана до спільної бібліотеки фотографій чи лише збережена в особистій бібліотеці фотографій.
- Програма «Камера» має функцію прямого перекладу, вбудовану у видошукач.

### Safari
- Групою вкладок можна поділитися з іншими користувачами, щоб працювати над ними разом і бачити в реальному часі, яку вкладку переглядають інші.
- У вікні відкритих вкладок вкладки можна закріпити вгорі.

### Контакти
- Дублікати контактів тепер виявляються автоматично, і користувачі можуть об'єднувати їх окремо.
- Під час обміну контактами можна вибрати окремі поля, щоб надати доступ лише до певної інформації.
- Можна згрупувати контакти в окремі списки, щоб краще впорядкувати їх і легко надіслати електронний лист усім учасникам цього списку.
- Можливість експорту списків контактів у файл.

### Календар
- Тепер можна копіювати та вставляти події між різними днями календаря.

### Файли
- Нові швидкі дії з файлом дозволяють користувачеві конвертувати зображення в інший формат JPEG, PNG, HEIF і змінювати його розмір на Малий, Середній, Великий, Оригінальний.

### Поради
- Інтерфейс «Порад» оновлено.

### Книги
- Панель інструментів, що містить налаштування читання, пошуку та закладок, була замінена спливаючою панеллю, розташованою у вигляді значка внизу, щоб збільшити простір, доступний для вмісту, а також зробити його більш доступним під час використання телефону однією рукою.
- Можливість налаштувати міжрядковий інтервал, міжсимвольний інтервал, інтервал між словами та активувати повне вирівнювання тексту.
- Нова тема автоматично калібрує кольори сторінки залежно від навколишнього освітлення за допомогою True Tone.

### Здоров'я
- Користувачі можуть додавати та керувати ліками, які вони приймають.
- Етапи сну дозволяють користувачам відстежувати фази сну, виявлені Apple Watch.

### Новини
- Новий розділ «Мій спорт» для основних моментів, відео та новин про спортивні команди. Користувачі можуть додавати свої улюблені спортивні команди для використання в My Sports.
- Розширені місцеві новини.
- Нова група уподобань.

### Погода
- Нові модулі прогнозів для детальної інформації про якість повітря, місцеві прогнози тощо.
- Погодинний прогноз на наступні 10 днів із щохвилинною інтенсивністю опадів протягом наступної години.
- Додано більш детальні та легші для розуміння інтерактивні графіки, які показують точні тенденції температури, вітру, вологості тощо.
- Отримання державних сповіщень про надзвичайні погодні явища, такі як торнадо, зимові шторми, раптові повені тощо.

### Фітнес
- Програма тепер доступна, навіть якщо у користувача немає Apple Watch.

### Дім
- Додано підтримку нового міжнародного стандарту Matter для домашньої автоматизації.

### Apple TV
- Підключення між різними пристроями в tvOS 16 для нових можливостей між Apple TV, Apple Watch та iPhone.

## Безпека та конфіденційність

### Режим блокування
Режим блокування – це спеціальний режим, який під час активації підвищує безпеку до найвищого можливого рівня, обмежуючи деякі функції ОС, програм і вебплатформи, щоб захистити користувачів від найрідкісніших і найскладніших атак.
На відміну від багатьох інших функцій безпеки, режим блокування вважається «екстремальним, необов’язковим» режимом, який не призначений для активації більшістю користувачів. Скоріше, він призначений для захисту від передових зловмисних програм і програм-шпигунів, таких як експлойти без кліків або атаки без кліків, які часто націлені на впливових осіб, таких як журналісти, дипломати, політики, активісти, юристи та високопоставлені особи та бізнесмени.

### Ключі допуску
Ключі доступу дозволяють користувачеві автентифікуватися в службах на своїх пристроях без використання паролів. Ключі доступу генеруються телефоном, а дозвіл надається через Face ID або Touch ID.

### Перевірка безпеки
«Перевірка безпеки» скидає всі дозволи на доступ, надані людям, програмам і пристроям для облікового запису iCloud після активації; це розроблено, щоб допомогти тим, хто перебуває в абʼюзивних стосунках.

### Швидке реагування безпеки
Важливі оновлення безпеки тепер розповсюджуються, не вимагаючи повного оновлення ОС.

### Покращений захист буфера обміну
Програми та вебсайти тепер потребують дозволу на копіювання з буфера обміну.

### Токени приватного доступу
Токени приватного доступу – це нова технологія, яка замінює CAPTCHA і допомагає ідентифікувати HTTP-запити від легітимних пристроїв і людей без шкоди для їх ідентифікації чи особистої інформації.

### Індикатори бренду для ідентифікації повідомлень
Індикатори бренду для ідентифікації повідомлень (BIMI) допомагають користувачам легко перевіряти автентифіковані електронні листи, надіслані брендами, відображаючи логотип бренду поруч із заголовком електронного листа.

## Підтримувані пристрої
iOS 16 — це перший випуск після iOS 12, який припиняє підтримку старіших пристроїв, зокрема iPhone 6S, iPhone 6S Plus, iPhone 7, iPhone 7 Plus, iPhone SE (1-го покоління) та iPod Touch (7‑го покоління). Усі пристрої, що отримають оновлення операційної системи, випущені після 2017 року:
- iPhone 8
- iPhone 8 Plus
- iPhone X
- iPhone XR
- iPhone XS
- iPhone XS Max
- iPhone 11
- iPhone 11 Pro
- iPhone 11 Pro Max
- iPhone SE (2-го покоління)
- iPhone 12
- iPhone 12 mini
- iPhone 12 Pro
- iPhone 12 Pro Max
- iPhone 13
- iPhone 13 mini
- iPhone 13 Pro
- iPhone 13 Pro Max
- iPhone SE (3-го покоління)
- iPhone 14
- iPhone 14 Plus
- iPhone 14 Pro
- iPhone 14 Pro Max